# Unguicrypteria
Unguicrypteria es un género monotípico de dípteros nematóceros perteneciente a la familia Limoniidae. Su única especie: Unguicrypteria ctenonycha, se distribuye por Argentina & Chile.